# Deckenreuth
Deckenreuth ist ein Gemeindeteil der Stadt Stadtsteinach im Landkreis Kulmbach (Oberfranken, Bayern). Deckenreuth liegt in der Gemarkung Schwand.

## Geografie
Der Weiler liegt auf einem Höhenrücken des Frankenwaldes, der westlich ins Tal der Zettlitz und nördlich ins Tal eines namenlosen linken Zuflusses der Zettlitz abfällt. Eine Gemeindeverbindungsstraße führt nach Wartenfels (0,5 km westlich) bzw. nach Schwand (1,1 km südöstlich).

## Geschichte
Der Ort wurde 1343 als „Trenkenreut“ erstmals urkundlich erwähnt.
Gegen Ende des 18. Jahrhunderts bestand Deckenreuth aus fünf Anwesen. Das Hochgericht übte das bambergische Centamt Wartenfels aus. Die Dorf- und Gemeindeherrschaft hatte das Amt Stadtsteinach. Das Kastenamt Stadtsteinach war Grundherr der fünf Güter.
Mit dem Gemeindeedikt wurde Deckenreuth dem 1808 gebildeten Steuerdistrikt Schwand und der im gleichen Jahr gebildeten Ruralgemeinde Schwand zugewiesen. Am 1. Januar 1974 wurde Deckenreuth im Rahmen der Gebietsreform in die Gemeinde Stadtsteinach eingegliedert.

### Baudenkmal
- Marter

### Einwohnerentwicklung
| Jahr      | 001818 | 001819 | 001861 | 001871 | 001885 | 001900 | 001925 | 001950 | 001961 | 001970 | 001987 |
| Einwohner |        | 27 *   | 33 *   | 36 *   | 33 *   | 49 *   | 37 *   | 36 *   | 27 *   | 10     | 7      |
| Häuser    | 5 *    |        |        |        | 5 *    | 5 *    | 5 *    | 5 *    | 5 *    |        | 4      |
| Quelle    | [ 7 ]  | [ 10 ] | [ 11 ] | [ 12 ] | [ 13 ] | [ 14 ] | [ 15 ] | [ 16 ] | [ 17 ] | [ 18 ] | [ 1 ]  |

## Religion
Deckenreuth ist katholisch geprägt und nach St. Bartholomäus (Wartenfels) gepfarrt.